# Cathédrale de l'Incarnation de Grenade
Pour les articles homonymes, voir Cathédrale de l'Incarnation.

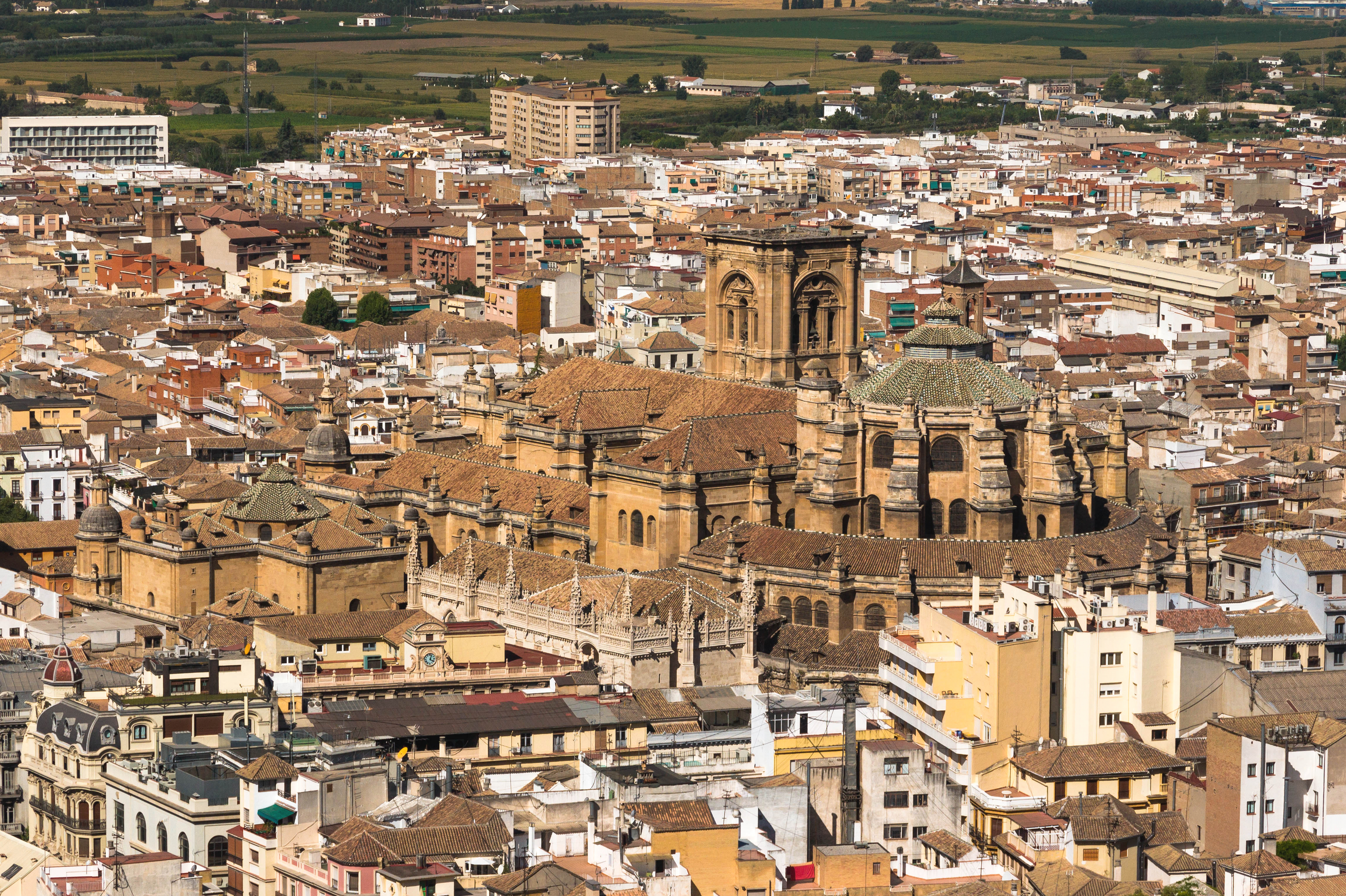
La cathédrale vue de la colline de l'Alhambra

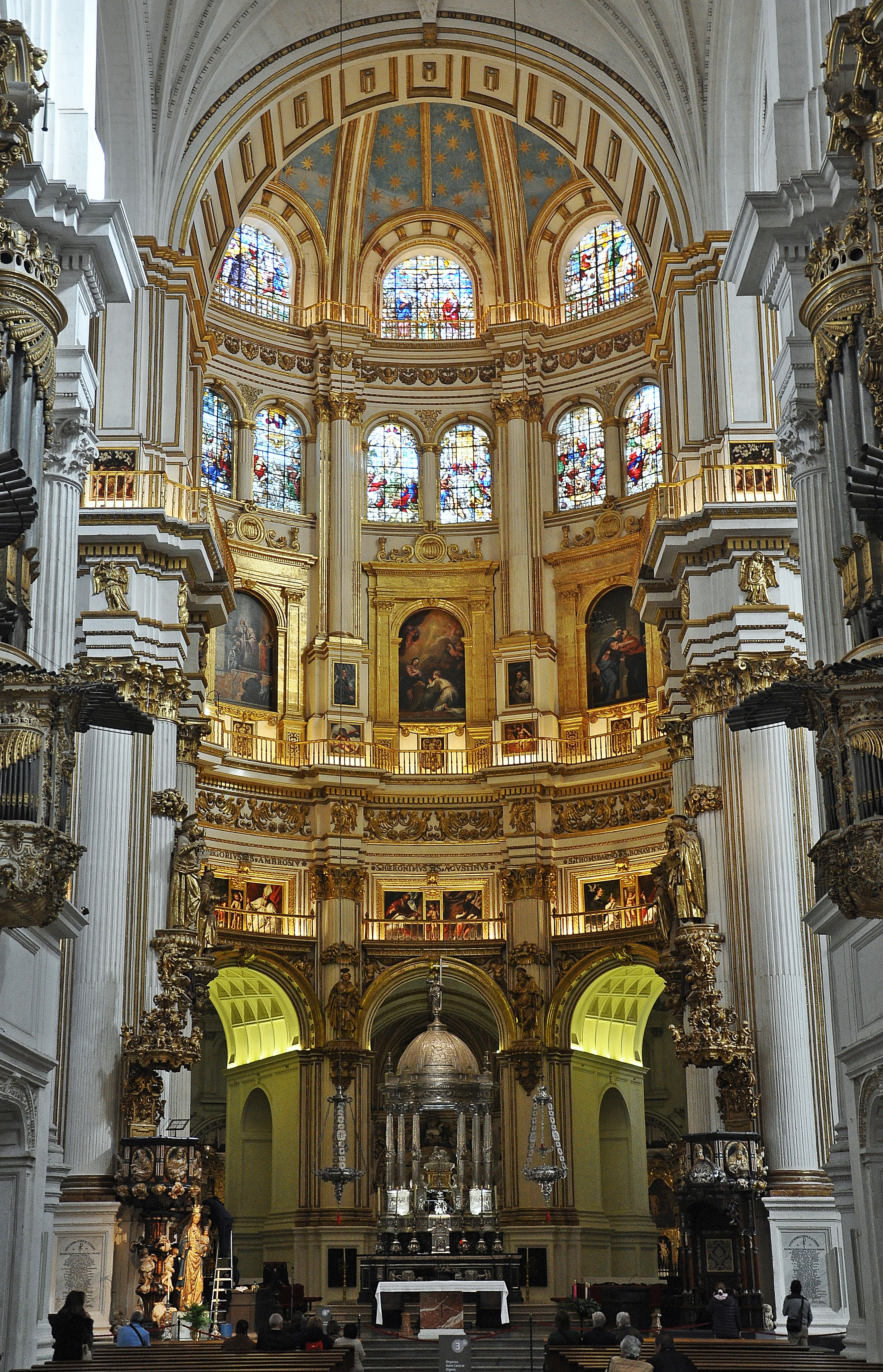
La chapelle majeure

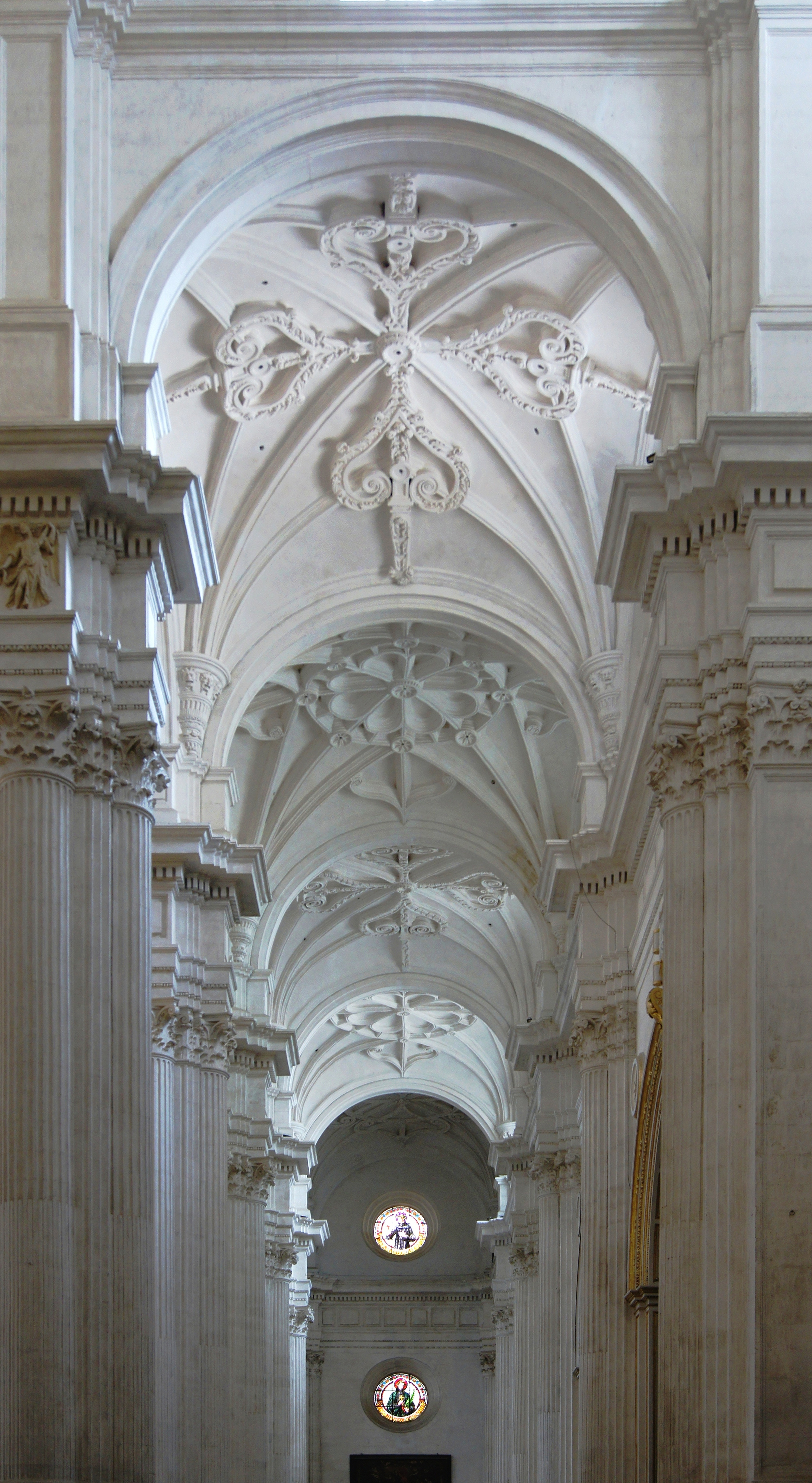
Vue des voûtes d'une des cinq nefs.

La cathédrale de l'Incarnation de Grenade est un édifice de la Renaissance, bâti à partir du XVIe siècle dans la ville espagnole de Grenade, en Andalousie. Cette cathédrale, considérée comme la toute première église construite en style Renaissance en Espagne, était envisagée dès le règne des Rois catholiques, et sa construction a commencée sous Charles Ier, pour s’achever en 1704, sous le règne de Philippe V. 
Dédiée au mystère de l'Incarnation, elle est le siège de la province ecclésiastique de Grenade, dont l'archevêque étend son autorité sur les diocèses d'Almería, Carthagène, Guadix, Jaén et Malaga. La cathédrale est classée  monument national depuis 1929 et bien d'intérêt culturel.

## Histoire
À la suite de la reconquête de la ville en 1492, les Rois catholiques envisagent la construction d'une cathédrale sur le site de l'ancienne grande mosquée nasride. Dès le 21 mai 1492 est fondée l'église cathédrale de Grenade, siège du nouveau diocèse du royaume de Grenade. En 1505, la construction est projetée, et sa conception est confiée à Juan Gil de Hontañón et à Enrique Egas, qui travaillent déjà sur la Chapelle royale de la ville. Les travaux commencent en 1518. Les deux architectes prévoient la construction d'un édifice gothique, sur le modèle de la cathédrale de Tolède, comme cela est encore le cas en de nombreux endroits d'Espagne (comme à Ségovie ou Salamanque). Leur projet est néanmoins abandonné peu après le début du chantier le 25 mars 1523, date de la pose de la première pierre.
On adopte alors les plans de l'architecte Diego de Siloé, qui travaille déjà sur le monastère Saint-Jérôme à Grenade. Il prévoit de reprendre les bases du dessein antérieur, et d'élever à partir de celui-ci un édifice pleinement Renaissance. Il va mener les travaux de 1528 jusqu'à sa mort, en 1563. Divers architectes se succèdent pour diriger le chantier, selon les plans maniéristes élaborés par leur prédécesseur : Juan de Maeda, Alonso Cano et Teodoro Ardemans.
En 1590, une première modification importante du plan initial intervient. En raison des fondations trop fragiles, le projet d'élever deux hautes tours de 80 mètres pour encadrer la façade, est abandonné sur ordre de Philippe II. Seule une tour a été bâtie ; elle est arasée, sa hauteur se limitant à 51 mètres. En 1665, Alonso Cano parvient à convaincre le chapitre de modifier le projet initial. La construction prend alors une allure plus baroque. À la suite du décès de Cano en 1667, la direction du chantier est confiée à Melchior de Aguirre, qui achève l'ensemble de l'œuvre en juillet 1703.

## Description
La cathédrale de Grenade prend place au cœur du centre historique de la ville, entre la Gran vía Colón et la Calle Reyes Católicos. Entourée par des édifices d'importance comme la Chapelle royale, la bourse de commerce (Lonja) ou l'ancien marché de la soie (Alcaicería), elle trône sur la place de las Pasiegas, qui offre bien peu de recul pour contempler la grandiose façade de l'édifice. Diego de Siloé a conçu un vaste édifice de 115 mètres sur 67, qui constitue : 
«  ... un ensemble alliant pureté, élégance des formes, et blancheur immaculée de la pierre. »
Le monument représente un des sommets de l'architecture de la Renaissance en Espagne, tout en intégrant des éléments décoratifs puisés dans l'art gothique (plan et voûtes) et l'art baroque (façade), témoignant de la longueur du chantier, qui s'est étalé sur près de deux-cents ans. Son influence fut très importante dans les constructions de ce type postérieures en Andalousie.

### Extérieur
La cathédrale domine de sa masse imposante le quartier environnant. L'élément extérieur le plus marquant n'est autre que la majestueuse façade principale, dessinée en style baroque en 1667 par Alonso Cano. Assez épurée, elle est conçue à la manière des arcs de triomphe romains. 
Elle est organisée en trois corps de bâtiment, marqués par trois grands arcs en plein cintre, formant une sorte d'avant-corps. Cette série d'arcs est divisée en deux registres verticaux. L'arc central est plus élevé et plus large que les deux arcs latéraux, tous trois correspondant aux trois nefs centrales de la cathédrale. Les trois arcs sont séparés par de puissants piliers aux allures de contreforts, décorés de pilastres.
Le registre inférieur est séparé du niveau supérieur par une corniche fortement saillante. La porte centrale, en plein cintre, est décorée d'une archivolte sculptée et surmontée d'un médaillon historié représentant le mystère de l'Incarnation, exécuté par José Ruiseño en 1717. La porte est flanquée de deux niches, dans lesquelles sont installées des statues de saint Pierre et de saint Paul. La même disposition se répète dans les compartiments latéraux, d'une moindre monumentalité et dans lesquels le médaillon est remplacé par un oculus.
Au registre supérieur, quatre statues représentant l'Ancien et le Nouveau Testament, saint Raphaël et saint Michel trônent sur la corniche, devant chacun des piliers. Dans l'espace de l'arc central prend place une rosace étoilée flanquée de deux pilastres et surmontée d'un vase de lys, symbolisant la virginité de la Vierge. L'espace des arcs collatéraux est orné de rosaces à vitraux, flanquées de pilastres et couronnées d'un fronton triangulaire.
Des deux tours initialement prévues pour encadrer la façade, seule la tour nord a été construite, quoique son élévation ait été limitée à une cinquantaine de mètres, en lieu et place des 80 mètres envisagés. Elle se compose de trois corps superposés sur un plan carré. Elle est décorée selon les goûts de la Renaissance : frises, colonnes d'ordres corinthien, dorique et ionique, etc.
Sur le flanc sud de la cathédrale sont accolés l'église du Sagrario, la chapelle royale et la lonja. La porte du collège ecclésiastique donne directement accès au chœur. Au nord, deux portes permettent d'accéder à l'intérieur de l'édifice : la Puerta del Perdón et la Puerta de San Jerónimo .
Le chevet présente pour sa part une belle élévation. Le dôme de la Capilla mayor se détache très nettement du reste de l'édifice. Il est scandé par de robustes contreforts qui viennent retomber sur le déambulatoire plus bas, qui semble presque détaché du reste de la cathédrale.

### Intérieur

Colonnes à chapiteaux corinthiens.

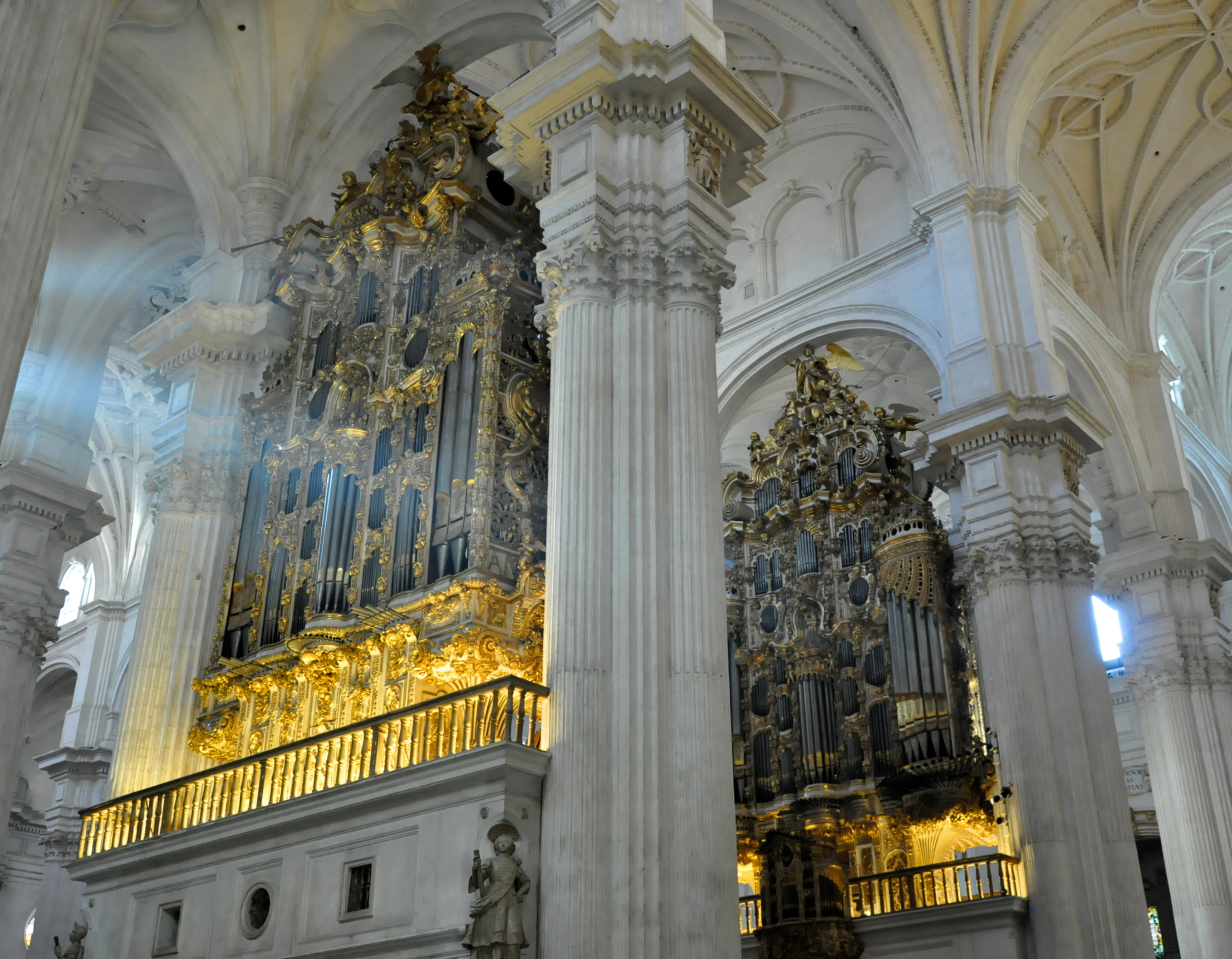
L'orgue de l'épître de la cathédrale (sur la côté droit de la nef centrale).

L'espace intérieur de la cathédrale est très vaste. Le plan du monument est clairement inspiré de l'architecture gothique. Avec ses cinq nefs et son transept non saillant, il rappelle celui de la cathédrale de Bourges. 
Les nefs sont séparées par quatre rangées de piliers ornées de faisceaux de pilastres et de colonnes cannelés à chapiteaux corinthiens. Les vaisseaux sont couverts de voûtes gothiques très nervurées, dont les arcs doubleaux, en plein cintre, sont de facture plus classique. Les formerets sont également de style classique, en plein cintre. La nef centrale est surélevée d'un étage de baies.
La chapelle majeure du chœur (capilla mayor) est surmontée d'une splendide coupole de 45 mètres de haut, appuyée sur des piliers corinthiens. Le haut tambour est décoré par une série de panneaux peints, formant avec les frontons qui les surmontent de petits retables. Au-dessus de ces panneaux sont percés deux étages de baies, géminées au registre inférieur, qui apportent une lumière polychrome à l'intérieur de l'édifice. Les vitraux, considérés comme des chefs-d'œuvre de la Renaissance espagnole, furent exécutés par Juan del Campo et Teodoro de Holanda au XVIe siècle. Ils représentent des thèmes liées à la vie de la Vierge, aux apôtres, aux évangélistes, aux Pères de l'Église et au mystère de la Rédemption. Sur les pilastres de la chapelle prennent place des statues des apôtres. La chapelle est décorée à profusion, selon des goûts plus baroques que renaissance : moulures, stucs, dorures... Elle est décorée d'orants des Rois catholiques, représentés agenouillés et surmontés des bustes d'Adam et Ève.
Le déambulatoire enveloppe le chœur et la Capilla mayor. Plus bas que ces derniers, il se distingue par ses chapelles absidiales, séparées par les puissants contreforts qui rythment sa composition. L'ensemble de l'édifice est décoré de nombreuses œuvres d'art, dont de magnifiques retables.
Par le portail sud du transept, on accède à la chapelle royale de Grenade, édifice bâti par Charles Quint contre les contreforts de la cathédrale, pour y abriter le mausolée des rois catholiques.

## Protection
L'édifice fait l’objet d’un classement en Espagne au titre de bien d'intérêt culturel depuis le 2 novembre 1929.